# Carlotta d'Assia-Kassel
Carlotta d'Assia-Kassel (Kassel, 20 novembre 1627 – Heidelberg, 26 marzo 1686) fu la consorte di Carlo I Luigi, Elettore Palatino e madre di Elisabetta Carlotta del Palatinato. I suoi discendenti viventi includono le case reali d'Europa, come le Famiglie Reali spagnola, italiana, bulgara, belga, austriaca, toscana e napoletana, discendono da lei attraverso Luigi Filippo di Francia, bis-bis-bisnipote di sua figlia.

## Biografia
I suoi genitori erano Guglielmo V d'Assia-Kassel e di Amalia Elisabetta di Hanau-Münzenberg. Il suo matrimonio futuro, con suo cugino Carlo I Luigi, Elettore Palatino, fu considerato altamente vantaggioso. Tuttavia, sua madre avvertì l'elettore del pessimo temperamento di Carlotta. Viene descritta come una ragazza alta e bionda, con le gambe lunghe e un bel busto.
Sposò al Castello di Heidelberg il 22 febbraio 1650 Carlo I Luigi, Elettore Palatino ed ebbe tre figli, due dei quali sopravvissero all'infanzia, ma questa scelta matrimoniale non fu tra le più fortunate.
Carlotta infatti soffriva molto la condotta del marito e lo accusava di essere un uomo troppo rude e troppo frequentemente impegnato nella caccia, che lo distoglieva dagli affari di governo e dalla vita di coppia. La sua forza di volontà, ad ogni modo, la spinse a separarsi sempre più dal marito, che del resto aveva trovato nella sua amante Marie Luise von Degenfeld, una valida sostituta alla moglie legittima. Dopo l'ufficializzazione del divorzio, Carlotta non fece ritorno a Kassel, ma continuò a vivere al Castello di Heidelberg, nella speranza che il marito ravvedesse la propria condotta e che la coppia si riappacificasse.
Morì ad Heidelberg nel 1686.

## Eredi
Carlotta d'Assia-Kassel e il marito ebbero i seguenti figli:
- Carlo (1651-1685);
- Elisabetta Carlotta (1652-1722), sposò Filippo I di Borbone-Orléans

## Ascendenza
|                                           |                                           |                                      | Genitori                                |  |  | Nonni |  |  | Bisnonni                       |  |  | Trisnonni                |  |
|                                           |                                           |                                      |                                         |  |  |       |  |  | 8. Wilhelm V von Hessen-Kassel |  |  | 16. Philipp I von Hessen |  |
|                                           |                                           |                                      |                                         |  |  |       |  |  | 8. Wilhelm V von Hessen-Kassel |  |  | 16. Philipp I von Hessen |  |
|                                           |                                           | 17. Christina von Sachsen            |                                         |  |  |       |  |  | 8. Wilhelm V von Hessen-Kassel |  |  |                          |  |
| 4. Moritz von Hessen-Kassel               |                                           |                                      |                                         |  |  |       |  |  | 8. Wilhelm V von Hessen-Kassel |  |  |                          |  |
|                                           |                                           | 9. Sabine von Württemberg            | 18. Christoph von Württemberg           |  |  |       |  |  |                                |  |  |                          |  |
|                                           |                                           | 9. Sabine von Württemberg            | 18. Christoph von Württemberg           |  |  |       |  |  |                                |  |  |                          |  |
|                                           |                                           | 9. Sabine von Württemberg            | 19. Anna Maria von Brandenburg-Ansbach  |  |  |       |  |  |                                |  |  |                          |  |
| 2. Wilhelm V von Hessen-Kassel            |                                           | 9. Sabine von Württemberg            |                                         |  |  |       |  |  |                                |  |  |                          |  |
|                                           |                                           | 10. Johann Georg zu Solms-Laubach    | 20. Friedrich Magnus I zu Solms-Laubach |  |  |       |  |  |                                |  |  |                          |  |
|                                           |                                           | 10. Johann Georg zu Solms-Laubach    | 20. Friedrich Magnus I zu Solms-Laubach |  |  |       |  |  |                                |  |  |                          |  |
|                                           |                                           | 10. Johann Georg zu Solms-Laubach    | 21. Agnes zu Wied                       |  |  |       |  |  |                                |  |  |                          |  |
| 5. Agnes zu Solms-Laubach                 |                                           | 10. Johann Georg zu Solms-Laubach    |                                         |  |  |       |  |  |                                |  |  |                          |  |
|                                           |                                           | 11. Margarete von Schönburg-Glauchau | 22. Georg I von Schönburg-Glauchau      |  |  |       |  |  |                                |  |  |                          |  |
|                                           |                                           | 11. Margarete von Schönburg-Glauchau | 22. Georg I von Schönburg-Glauchau      |  |  |       |  |  |                                |  |  |                          |  |
|                                           |                                           | 11. Margarete von Schönburg-Glauchau | 23. Dorothea Reuss zu Greiz             |  |  |       |  |  |                                |  |  |                          |  |
| 1. Charlotte von Hessen-Kassel            |                                           | 11. Margarete von Schönburg-Glauchau |                                         |  |  |       |  |  |                                |  |  |                          |  |
|                                           | 12. Philipp Ludwig I von Hanau-Münzenberg | 24. Philipp III von Hanau-Münzenberg |                                         |  |  |       |  |  |                                |  |  |                          |  |
|                                           | 12. Philipp Ludwig I von Hanau-Münzenberg | 24. Philipp III von Hanau-Münzenberg |                                         |  |  |       |  |  |                                |  |  |                          |  |
|                                           | 12. Philipp Ludwig I von Hanau-Münzenberg | 25. Helena von Pfalz-Simmern         |                                         |  |  |       |  |  |                                |  |  |                          |  |
| 6. Philipp Ludwig II von Hanau-Münzenberg | 12. Philipp Ludwig I von Hanau-Münzenberg |                                      |                                         |  |  |       |  |  |                                |  |  |                          |  |
|                                           |                                           | 13. Magdalene von Waldeck            | 26. Philipp IV von Waldeck              |  |  |       |  |  |                                |  |  |                          |  |
|                                           |                                           | 13. Magdalene von Waldeck            | 26. Philipp IV von Waldeck              |  |  |       |  |  |                                |  |  |                          |  |
|                                           |                                           | 13. Magdalene von Waldeck            | 27. Jutta von Isenburg-Grenzau          |  |  |       |  |  |                                |  |  |                          |  |
| 3. Amalie Elisabeth von Hanau-Münzenberg  |                                           | 13. Magdalene von Waldeck            |                                         |  |  |       |  |  |                                |  |  |                          |  |
|                                           |                                           | 14. Willem I van Oranje              | 28. Willem I van Nassau-Dillenburg      |  |  |       |  |  |                                |  |  |                          |  |
|                                           |                                           | 14. Willem I van Oranje              | 28. Willem I van Nassau-Dillenburg      |  |  |       |  |  |                                |  |  |                          |  |
|                                           |                                           | 14. Willem I van Oranje              | 29. Juliana zu Stolberg                 |  |  |       |  |  |                                |  |  |                          |  |
| 7. Catharina Belgica van Oranje-Nassau    |                                           | 14. Willem I van Oranje              |                                         |  |  |       |  |  |                                |  |  |                          |  |
|                                           |                                           | 15. Charlotte de Bourbon-Montpensier | 30. Louis III de Montpensier            |  |  |       |  |  |                                |  |  |                          |  |
|                                           |                                           | 15. Charlotte de Bourbon-Montpensier | 30. Louis III de Montpensier            |  |  |       |  |  |                                |  |  |                          |  |
|                                           |                                           | 15. Charlotte de Bourbon-Montpensier | 31. Jacqueline de Longwy                |  |  |       |  |  |                                |  |  |                          |  |
|                                           |                                           | 15. Charlotte de Bourbon-Montpensier |                                         |  |  |       |  |  |                                |  |  |                          |  |

## Titoli e trattamento
- 20 novembre 1627 – 22 febbraio 1650: Sua Altezza Serenissima, la langravina Carlotta d'Assia-Kassel
- 22 febbraio 1650–1657: Sua Altezza Serenissima, l'Elettrice Palatina
- 1657 – 26 marzo 1686: Sua Altezza Serenissima, la langravina Carlotta d'Assia-Kassel